# Comuna Axente Sever, Sibiu
Axente Sever, mai demult Frâua, (în dialectul săsesc Franderf, Frândref, Frandref, în germană Frauendorf, în maghiară Asszonyfalva), este o comună în județul Sibiu, Transilvania, România, formată din satele Agârbiciu, Axente Sever (reședința) și Șoala.

## Demografie
Componența etnică a comunei Axente Sever
     Români (82,59%)
     Romi (6,91%)
     Alte etnii (10,5%)
Componența confesională a comunei Axente Sever
     Ortodocși (78,36%)
     Greco-catolici (9,22%)
     Baptiști (1,1%)
     Alte religii (1,55%)
     Necunoscută (9,77%)
Conform recensământului efectuat în 2021, populația comunei Axente Sever se ridică la 3.286 de locuitori, în scădere față de recensământul anterior din 2011, când fuseseră înregistrați 3.690 de locuitori. Majoritatea locuitorilor sunt români (82,59%), cu o minoritate de romi (6,91%). Din punct de vedere confesional, majoritatea locuitorilor sunt ortodocși (78,36%), cu minorități de greco-catolici (9,22%) și baptiști (1,1%), iar pentru 9,77% nu se cunoaște apartenența confesională.

## Politică și administrație
Comuna Axente Sever este administrată de un primar și un consiliu local compus din 13 consilieri. Primarul, Marius Grecu[*], de la Partidul Național Liberal, este în funcție din 2008. Începând cu alegerile locale din 2024, consiliul local are următoarea componență pe partide politice:
|  | Partid                    | Consilieri | Componența Consiliului | Componența Consiliului | Componența Consiliului | Componența Consiliului | Componența Consiliului | Componența Consiliului | Componența Consiliului | Componența Consiliului |
|  | ------------------------- | ---------- | ---------------------- | ---------------------- | ---------------------- | ---------------------- | ---------------------- | ---------------------- | ---------------------- | ---------------------- |
|  | Partidul Național Liberal | 8          |                        |                        |                        |                        |                        |                        |                        |                        |
|  | Partidul Social Democrat  | 4          |                        |                        |                        |                        |                        |                        |                        |                        |
|  | Alianța Dreapta Unită     | 1          |                        |                        |                        |                        |                        |                        |                        |                        |

## Personalități
- Ioan Axente Sever, revoluționar pașoptist.
- Barbu Nicolae, prof.univ.
- Ioan Paul, prof.univ. dr.h.c., membru corespondent al Academiei de Științe Agricole a României, somitate de nivel internațional în domeniul morfopatologiei veterinare.

## Primarii comunei
- 1996[9] - 2000 - Boariu Ioan, de la PDAR
- 2000[10] - 2004 - Bucerzan Vasile, de la PDSR
- 2004[11] - 2008 - Sabău Ioan, de la PUR
- 2008[12] - 2012 - Grecu Marius, de la PDL
- 2012[13] - 2016 - Grecu Marius, de la PDL
- 2016[14] - 2020 - Grecu Marius, de la PNL

## Galerie de imagini

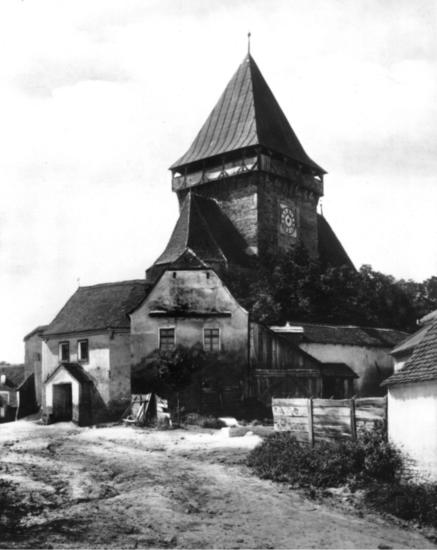
Axente Sever (biserica fortificată – imagine istorică)
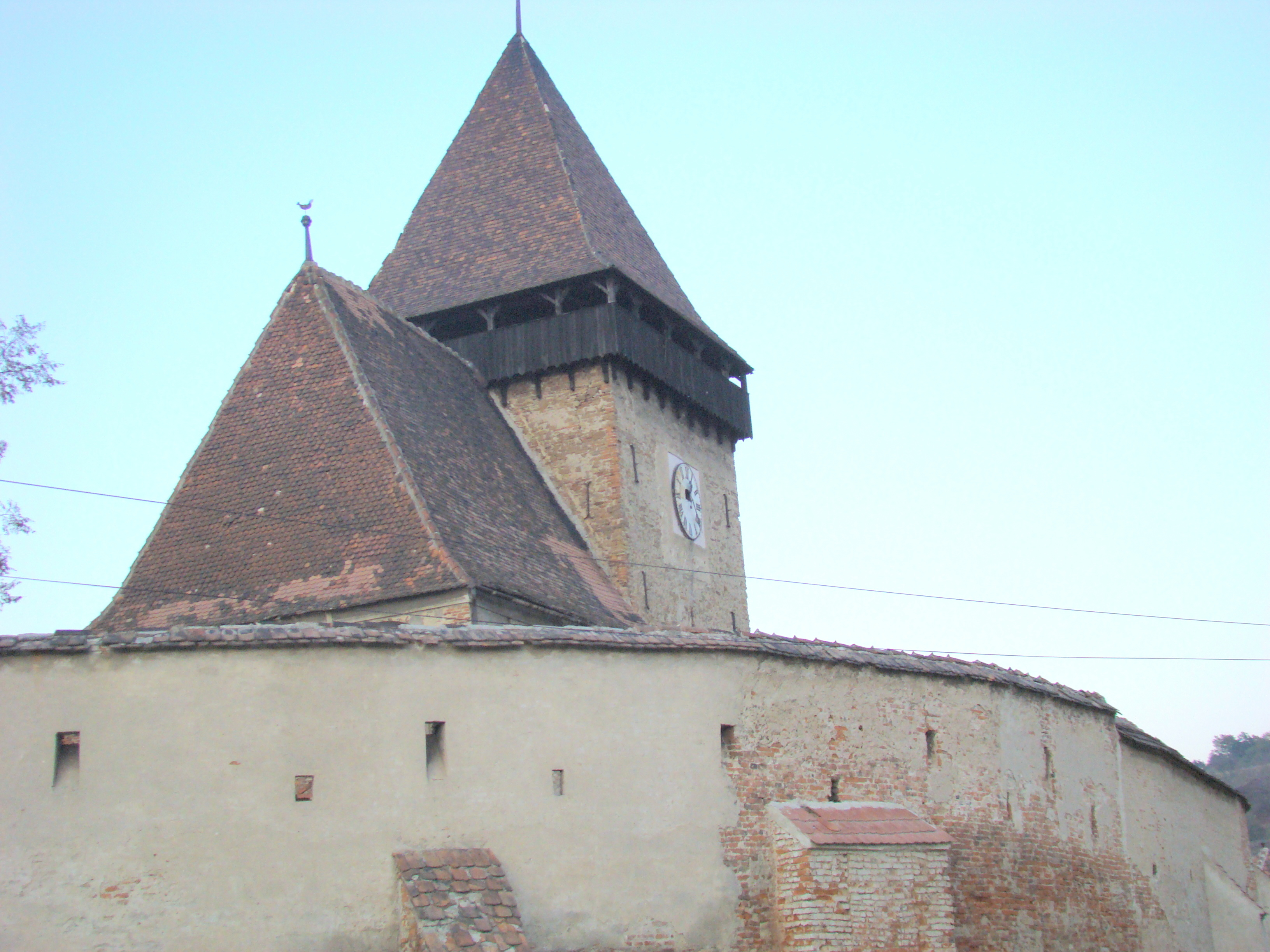
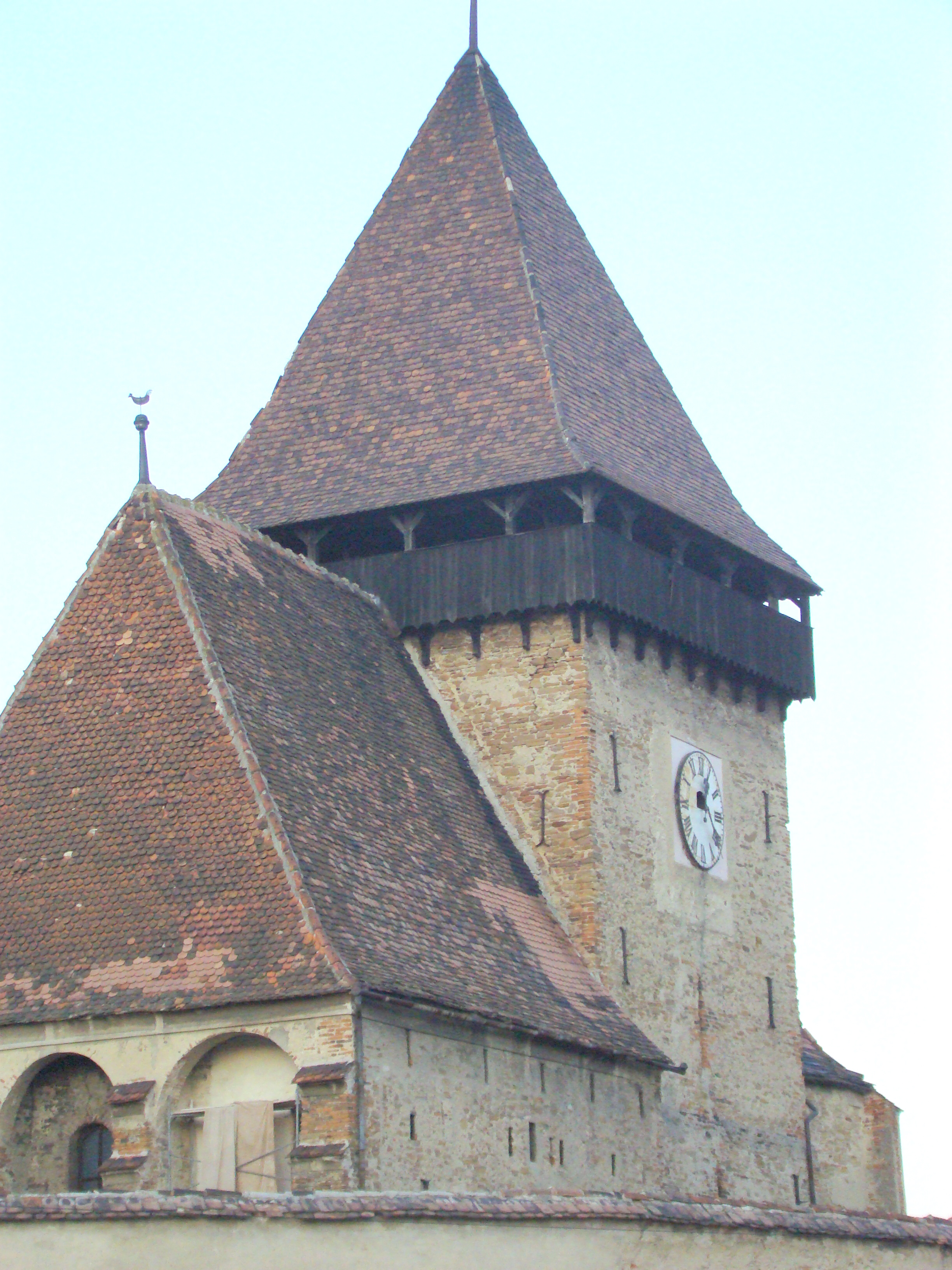
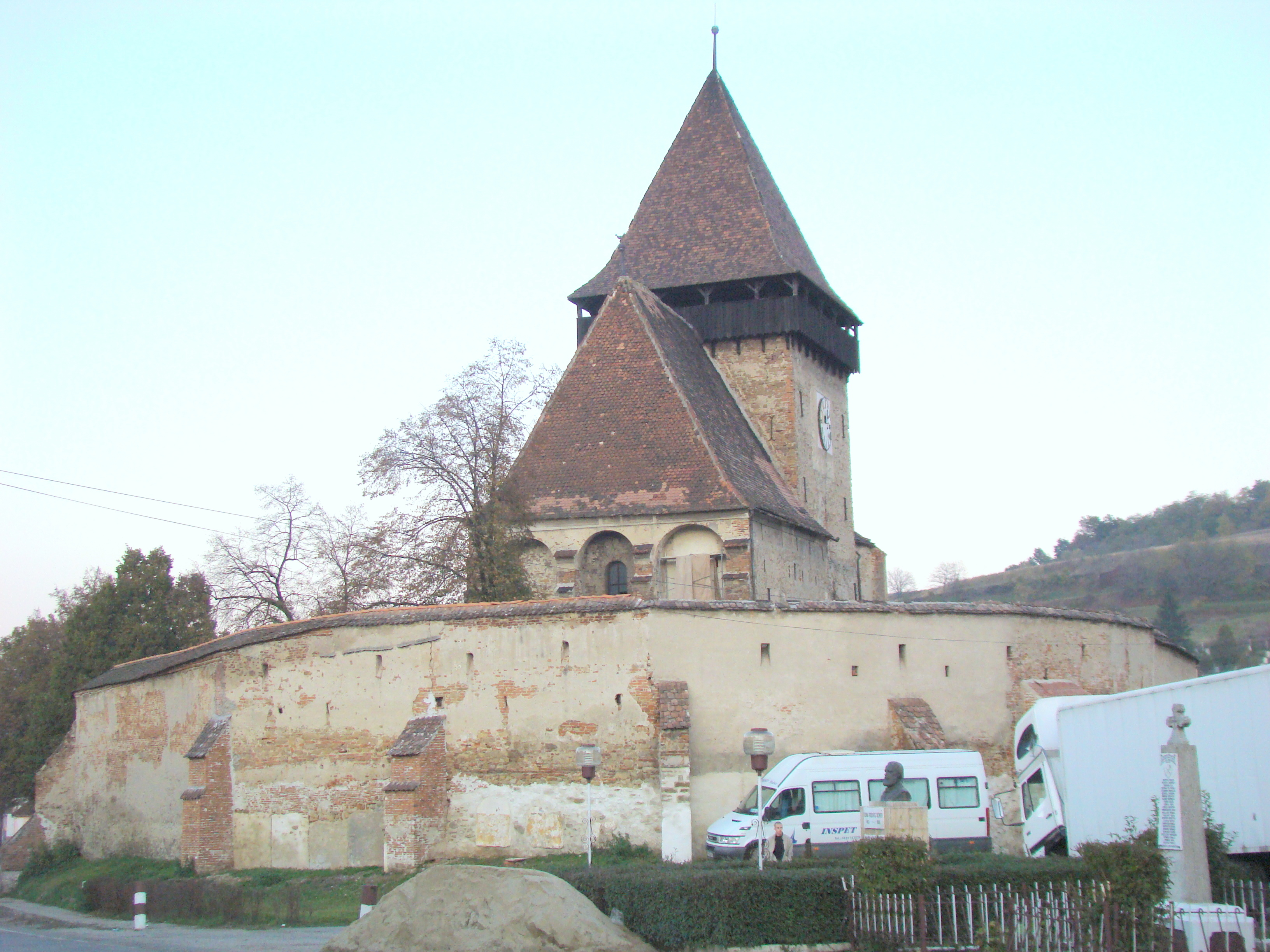
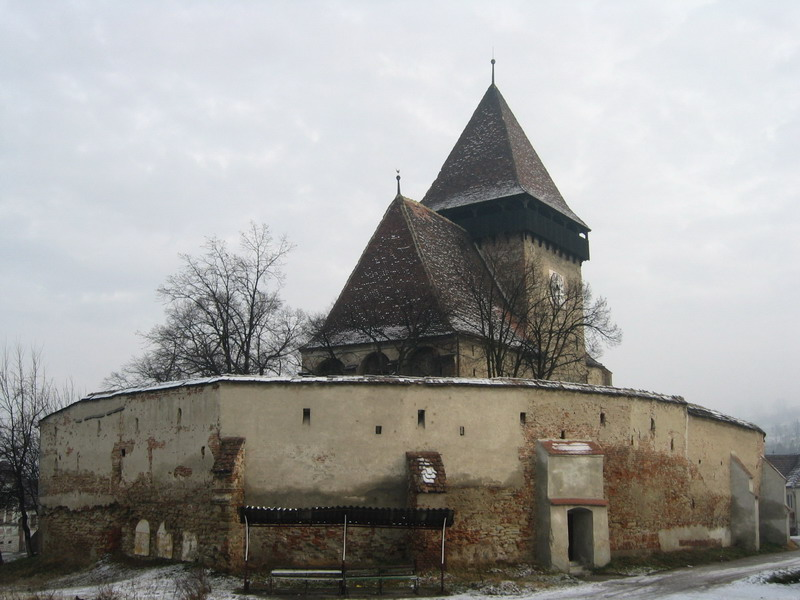